# 달걀 샌드위치
달걀 샌드위치(egg sandwich)는 어떤 형태로든 조리된 달걀을 넣어 만든 샌드위치다. 흔히 사용되는 달걀 요리로는 달걀 프라이, 달걀 스크램블, 오믈렛, 삶은 달걀 슬라이스, 달걀 샐러드(다진 삶은 달걀에 머스터드와 마요네즈를 섞은 것)가 있다. 마지막의 경우에는 달걀 샐러드 샌드위치라고도 부른다.

## 역사

### 달걀 프라이 샌드위치

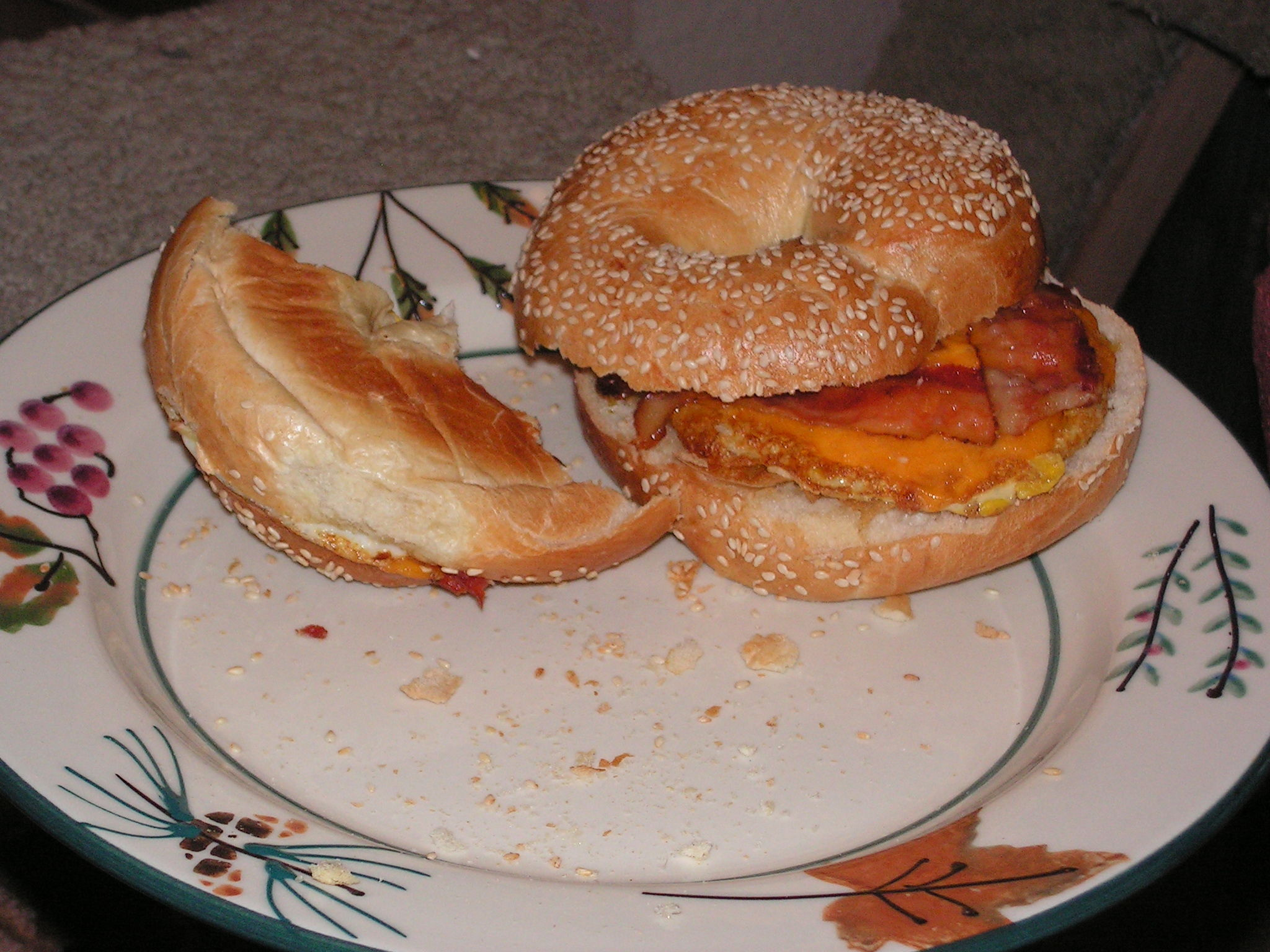
완전히 익힌 달걀 프라이, 베이컨, 치즈를 참깨 베이글에 넣은 것

빵 사이에 달걀 프라이를 넣은 기본적인 형태를 넘어, 많은 일반적인 샌드위치들은 베이컨, 소시지, 치즈, 블랙 푸딩, 콜드 컷을 추가하거나 햄버거의 토핑으로 달걀 프라이를 넣는 등의 변형이 있다. 뉴저지에서 인기 있는 아침 식사용 샌드위치는 롤빵에 달걀 프라이, 포크 롤, 아메리칸 치즈를 넣어 만든다. 남부식 달걀 샌드위치는 달걀과 치즈 샌드위치에 베이컨과 아보카도를 추가한 것이다.
제1차 세계 대전 이후로 영국군에게 인기 있는 간식이었던 "에그 밴조"(egg banjo)는 두꺼운 빵 두 장 사이에 흐물흐물한 달걀 프라이를 넣은 샌드위치로, 가능하면 버터나 마가린을 바른 빵을 사용하며 주로 "건파이어"(gunfire, 홍차에 럼주를 넣은 음료)와 함께 먹는다. 이 이름의 유래에 대한 유명한 설명으로는, 한 손으로는 샌드위치를 옆으로 들고 다른 손으로는 흘러내린 달걀을 닦아내는 모습이 보이지 않는 밴조를 연주하는 것처럼 보인다는 데서 유래했다는 것이다.

### 삶은 달걀 샌드위치

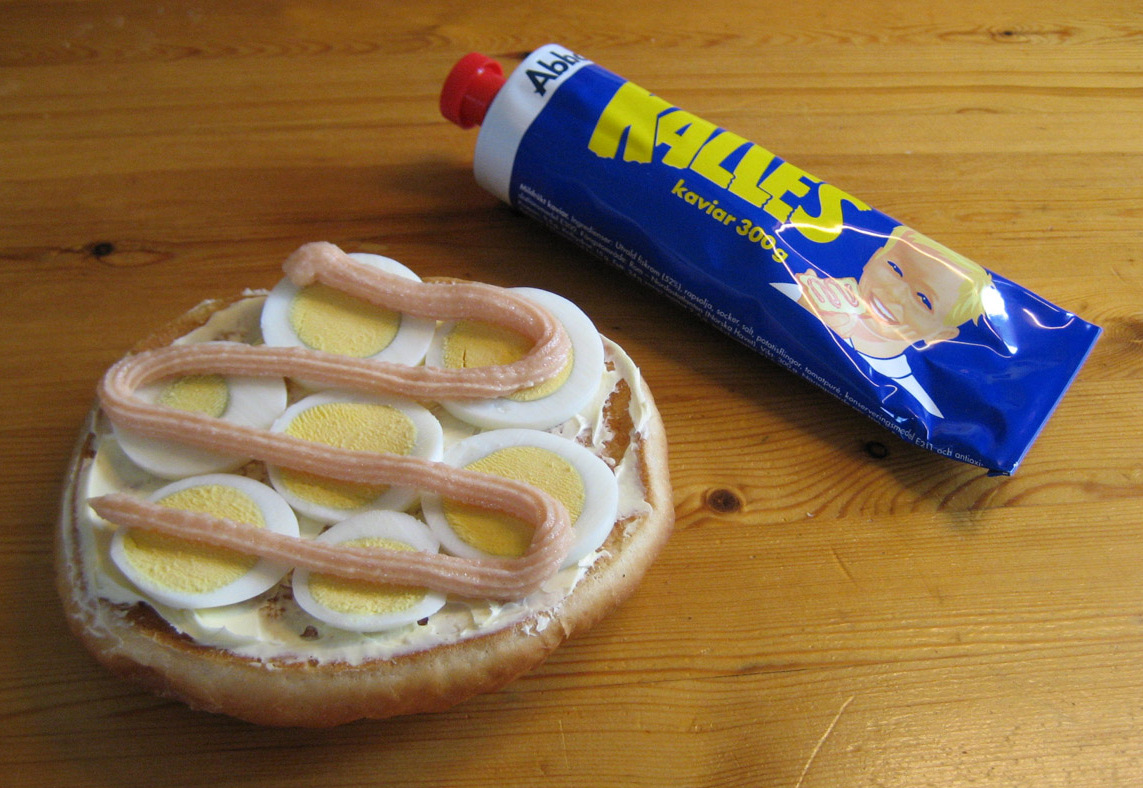
슬라이스한 삶은 달걀과 캐비어를 넣은 샌드위치

1905년 영국의 요리책에는 슬라이스한 완숙 달걀에 기름, 식초, 소금, 후추로 양념하고 다진 워터크레스를 곁들인 "에그 샌드위치"가 소개되어 있다. "에그 앤 처트니 샌드위치"는 처트니와 다진 완숙 달걀로 만들며, "에그 크림" 샌드위치는 완숙 달걀을 곱게 으깨어 앤초비와 머스터드로 간을 맞춘 것이다. 흔한 대안으로는 완숙 달걀을 마요네즈, 소금, 흑후추와 함께 으깨어 만드는 것이 있는데, 이는 단순히 에그 스프레드, 에그 마요네즈 또는 에그 마요라고 부른다. 호주에서는 마요네즈에 순한 카레 가루를 넣은 커리 에그 샌드위치가 일반적이다. 크레스는 달걀 샌드위치의 전형적인 곁들임으로 여겨진다. 영국에서는 마요네즈 대신 샐러드 크림을 흔히 사용한다. 마요네즈와 삶은 달걀로 만드는 이 단순한 샌드위치는 일본에서 "다마고 산도"(달걀 샌드위치)로 인기가 있다. 스칸디나비아와 핀란드에서는 삶은 달걀과 캐비어가 샌드위치의 흔한 토핑이다.

### 달걀 샐러드 샌드위치
미국에서는 에그 샐러드를 샌드위치 속재료로 사용하는 것이 일반적이다.

## 패스트 푸드로서의 역사
제2차 세계 대전 중의 육류 배급제로 인해, 세인트루이스의 화이트캐슬 매장 매니저 브루스 라플란트는 달걀 프라이 샌드위치라는 최초의 패스트 푸드 달걀 요리를 선보였다. 하지만 이 메뉴는 인기를 얻지 못했고, 전시 육류 배급제가 해제되자마자 중단되었다. 패스트 푸드점들이 다시 달걀 요리를 판매하기 시작한 것은 1970년대에 이르러서였는데, 1971년 캘리포니아주 샌타바버라의 맥도날드 가맹점주 허브 피터슨이 개발한 맥도날드의 "에그 맥머핀"이 그 시초였다.

## 같이 보기
- 에그 베네딕트, 달걀 샌드위치의 한 형태이다.

- 샌드위치 목록